# Sneeuwroem
Sneeuwroem (Chionodoxa) is een niet langer onderscheiden geslacht uit de aspergefamilie (Asparagaceae). De soorten die voorheen in dit geslacht werden geplaatst, worden nu in het geslacht Scilla ondergebracht. Chionodoxa wordt daarbinnen door sommigen nog onderscheiden als een sectie of een serie.

## Geschiedenis
De wetenschappelijke naam werd in 1844 gepubliceerd door Pierre Edmond Boissier, voor een geslacht met als enige soort Chionodoxa luciliae. De botanische naam Chionodoxa is afgeleid van het Griekse woord 'chiōn' (χιών) dat sneeuw betekent, en 'doxa' (δόξα) dat mening, opvatting, eer, roem, heerlijkheid, trots of glans betekent.
In het laatste deel van de negentiende eeuw waren er voor West-Europese kwekerijen en plantenhandelaars veel verzamelaars actief in Klein-Azië. Zij hadden er belang bij om de door hen verzamelde soorten onder een nieuwe naam in hun catalogus te vermelden, en het aantal namen in Chionodoxa nam daardoor in die korte periode snel toe. In 1971 publiceerde Franz Speta een review van het geslacht Scilla, waarin hij diverse namen reduceerde tot synoniemen van al eerder geldig gepubliceerde namen, en bovendien alle tot dan toe in het geslacht Chionodoxa opgenomen soorten in het geslacht Scilla onderbracht. Die laatste opvatting heeft sindsdien breder navolging gekregen, onder meer in Kew's Checklist, en sinds 2020 ook in Heukels' Flora van Nederland.

## Kenmerken
Kenmerkend voor de soorten van dit voormalige geslacht is dat de zes identiek gevormde bloemdekbladen aan de basis buisvormig vergroeid zijn. De bloemen zijn meestal blauw, soms roze of wit. Er zijn twee kringen van elk drie meeldraden die aan de basis bandvormig verbreed zijn, en zo een koker om het vruchtbeginsel vormen.

## Soorten
- Chionodoxa cretica, nu Scilla cretica
- Chionodoxa forbesii, nu Scilla forbesii - Grote sneeuwroem
  - = Chionodoxa siehei
  - = Chionodoxa tmolusii
- Chionodoxa lochiae, nu Scilla lochiae
- Chionodoxa luciliae, nu Scilla luciliae - Middelste sneeuwroem
  - = Chionodoxa gigantea
  - = Chionodoxa grandiflora
- Chionodoxa nana, nu Scilla nana
  - = Chionodoxa albescens
- Chionodoxa sardensis, nu Scilla sardensis - Kleine sneeuwroem